# Rafael Capote
Rafael Da Costa Capote (* 5. Oktober 1987 in Havanna, Kuba) ist ein Handballspieler, der international erst Kuba und dann Katar repräsentiert hat.

## Karriere
Rafael Capote begann mit neun Jahren mit dem Handball und debütierte bereits mit 16 Jahren in der kubanischen Nationalmannschaft. Der 1,98 große linke Rückraumspieler spielte in der Saison 2008/09 für den italienischen Verein AS Pallamano Conversano, mit dem er auch am EHF-Pokal teilnahm. Anschließend lief er für zwei Jahre in der spanischen Liga ASOBAL für BM Cuenca auf. Der Europapokalteilnehmer CB Ciudad de Logroño wurde auf ihn aufmerksam und nahm ihn unter Vertrag. In den folgenden Spielzeiten nahm er am EHF Europa Pokal und der EHF Champions League teil. 2014 wurde er spanischer Vizemeister. Seit Sommer 2014 lief er für den katarischen Verein al-Jaish auf. Später schloss sich sein Verein mit Lekhwiya SC zusammen und bildet seitdem den Verein al-Duhail SC. Mit al-Duhail SC nahm er am IHF Super Globe 2021 teil.
Capote nahm mit der kubanischen Handballnationalmannschaft bei den Panamerikanischen Spielen 2007 in Brasilien teil. Während der Spiele flüchtete er und tauchte unter. Nach den Spielen stellte er einen Asylantrag und bekam den Flüchtlingsstatus, mit dem er nach sechs Jahren die brasilianische Staatsbürgerschaft hätte beantragen können. Nach eigenen Angaben floh er wegen besserer Berufsmöglichkeiten ins Ausland. Im Jahr darauf zog er nach Italien.
Im Vorfeld der Weltmeisterschaft 2015 in Katar wurde er vom Gastgeberland eingebürgert. Er nahm an der Seite zahlreicher internationaler Spieler wie Danijel Šarić mit der katarischen Auswahl am Turnier teil und erreichte nach Siegen über Österreich im Achtelfinale, Deutschland im Viertelfinale und Polen im Halbfinale das Finale, das gegen Frankreich verloren wurde. Zuvor hatte Capote an den Asienspielen 2014 teilgenommen, bei denen er mit seinem Team die Goldmedaille gewann. 2016 gewann er mit Katar die Asienmeisterschaft. Weiterhin nahm er mit Katar an den Olympischen Spielen 2016 in Rio de Janeiro sowie an den Weltmeisterschaften 2017 in Frankreich, 2019, 2021, 2023 und 2025 teil.

## Erfolge
- Italienischer Pokalsieger 2009
- Katarischer Meister 2014, 2016, 2017, 2021
- Asiatische Champions League 2013, 2014, 2021
- Asienmeister 2016, 2018, 2020, 2022, 2024